# Marie-Robert Altmayer
Marie-Robert Altmayer, francoski general, * 1875, † 1959.